# Подорога, Валерий Александрович
Вале́рий Алекса́ндрович Подоро́га (15 сентября 1946, Москва — 9 августа 2020, там же) — советский и российский философ-антрополог, художественный критик, преподаватель. Доктор философских наук (1992), профессор. Заведующий сектором аналитической антропологии Института философии РАН. Профессор РГГУ. Лауреат Премии Андрея Белого.

## Биография
Родился 15 сентября 1946 года в Москве.
В 1970 году окончил философский факультет МГУ имени М. В. Ломоносова, в 1974 году — аспирантуру Института философии АН СССР.
В 1979 году защитил диссертацию на соискание учёной степени кандидата философских наук по теме «Критический анализ философии языка Т. В. Адорно» (специальность 09.00.03 — история философии).
В 1992 году в Институте философии РАН защитил диссертацию на соискание учёной степени доктора философских наук по теме «Выражение и смысл: коммуникативные стратегии в философской культуре XIX—XX веков. С. Кьеркегор, Ф. Ницше, М. Хайдеггер» (специальность 09.00.03 — история философии).
В 1994—1995 годах — приглашённый профессор научно-гуманитарного центра в Северной Каролине, Корнеллского университета, Дюкского университета (США); Страсбургского университета (Франция); Лейпцигского университета (Германия).
Похоронен на Троекуровском кладбище в Москве (уч. 7a).

## Научная деятельность
Разрабатывал тему постмодернизма в философии. Один из крупнейших русских философов-постмодернистов, В. А. Подорога был хорошо известен не только в России, но и за рубежом.
За свою долгую работу в Институте философии РАН создал более двадцати монографий, посвящённых современной западной мысли, русской литературе, кино и феномену телесности. Все его исследования проводились в рамках аналитической антропологии — разработанной им оригинальной исследовательской программы изучения произведения. Среди его значимых работ «Метафизика ландшафта» (1993, 2013), «Мимесис» (2006, 2011), «Вопрос о вещи» (2016), «Антропограммы» (2017), двухтомника «Второй экран» (2017, 2020).
Многие годы занимался активной лекционно-преподавательской работой, под его научным руководством прошли многие аспиранты, ставших впоследствии кандидатами и докторами наук. Будучи руководителем сектора внёс существенный вклад в развитие научных связей Института философии с ведущими университетами Европы и США.

## Сочинения
- Проблема языка в негативной философии Т. В. Адорно, 1979
- Философская ситуация в ФРГ и современный «неомарксизм», 1981
- Проблемы философии культуры в трудах В. Беньямина, 1981
- Законы и методы «негативной диалектики» Т. В. Адорно, 1981
- Темы философии культуры в творчестве В. Беньямина, 1981
- Политические науки: методология исследований, 1982.
- Философия, политика, культура, 1982
- Власть и культура. Проблема власти в современной философии Франции, 1983.
- Марксистская философия во Франции
- Функция языка в автобиографическом анализе. Пример М. Пруста, 1984.
- Фундаментальная антропология М. Хайдеггера XX столетия, 1986.
- Ф. Ницше и стратегия пограничной философии, 1986.
- Проблема «косвенного общения». Опыт анализа произведения С. Киркегора «Страх и трепет», 1987
- Мир без сознания. Проблема телесности в философии Ф. Ницше, 1989.
- Власть и познание. Археологический поиск М. Фуко, 1989.
- Власть: голос и письмо. печ. Тоталитаризм как исторический феномен, 1989.
- Театр без маски. Попытка философского комментария, 1990.
- Художник и власть. (Дискуссия), 1990.
- Евнух души. Позиции чтения и мир Платонова, 1990.
- Евнух души. Позиции чтения и мир Платонова (расширенный вариант), 1991
- Тоталитаризм — феномен XX века ? 1990
- Бессознательное власти // Бюрократия и общество, 1991
- Метафизика явления. Заметки о прозе М. Пруста
- Третья возможность метафизики
- Знаки власти, 1991
- Erectio. Геология языка и философия М. Хайдеггера, 1991.
- Массы в пространствах тоталитарной архитектуры и кино, 1992
- Эротика и порнография, советская реальность, миф «третьего пола» и другие проблемы. (Дискуссия), 1992
- Феномен города и философия истории XIX столетия. «Труд о пассажах» В. Беньямина, 1991
- Философия по краям. (Беседа с А. Ивановым и М. Ямпольским), 1994.
- Человек без кожи. Материалы к исследованию литературы Ф. Достоевского
- Лицо Других. Размышления о кинообразах М. Михальчука
- Non-stop интервью, 1993
- Феномен власти. (Беседа), 1993
- Философское произведение как событие // «Вопросы философии», 1993, № 3.
- Начало в пространстве мысли М. Мамардашвили и М. Пруст: // Конгениаьность мысли. О философе М. Мамардашвили.
- К вопросу о мерцании мира, 1993
- Метафизика ландшафта, 1993
- Значение подписи. (С. Эйзенштейн. Второй экран и кинематограф насилия),1993
- Лицо. Правила раскроя. (С. Эйзенштейн. Второй экран и кинематограф насилия), 1994
- Зеркальная подпорка (С. Эйзенштейн. Второй экран и кинематограф насилия), 1994.
- Ф. Кафка. Конструкция сновидения,1994
- Точка-в-хаосе. Пауль Клее как тополог, 1994
- Россия. XX век. Власть, 1994
- Простирание или география «русской души», 1994.
- Введение в публикацию фрагментов книги М. Фуко «Надзирать и наказывать. Рождение тюрьмы»,1994
- Звуки-каннибалы. Заметки о Ф. Кафке, 1995
- «Бунт против Отца».(С. Эйзенштейн. Второй экран и кинематограф насилия), 1996
- Карта, учитель, стиль, 1995
- Выражение и смысл, 1995
- Феноменология тела, 1995
- Событие: «Бог мертв» Материалы семинара: Мишель Фуко и философия, 1996
- Ночь и день. Миры Декарта и Жоржа де Ла Тура
- Словарь аналитической антропологии, 1999
- Петербургский текст. Молох и Хрусталев, 2000
- Гибель Twinpeaks, ЖЗ, 2001
- Авто-био-графия, сборник, 2001
- Закон и суд, 2003
- Быть возвышенным сегодня—это быть немодным (Дискуссия), 2003
- Кодекс сновидца
- Культура и реальность. Заметки на полях, 2005
- Мимесис, 2006
- Kairos, критический момент. Актуальное произведение искусства на марше, 2013.
- Вопрос о вещи: Опыты по аналитической антропологии, 2016.
- «Второй экран. Сергей Эйзенштейн и кинематограф насилия». Т. 1: Зеркальная подпорка. Материалы к психобиографии, 2017.
- Время после. Освенцим и ГУЛАГ. Мыслить абсолютное зло. Серия: «KAIROS», 2017.
- Антропрограммы. Опыт самокритики. С приложением дискуссии, 2017.
- Рождение двойника. План и время в литературе Ф. Достоевского. Серия: «МИМЕСИС», 2018.
- Nature Morte. Строй и литература произведения Николая Гоголя. Серия: «МИМЕСИС», 2018.
- Литература как самопознание. Опыт Андрея Белого. Серия: «МИМЕСИС», 2020.
- Второй экран. Сергей Эйзенштейн и кинематограф насилия. Том 2: Прототело. Фрагменты визуальной антропологии, 2020.
- Возвышенное. После падения. Краткая история общего чувства. М.: Новое литературное обозрение, 2022.

## Известные ученики
- Олег Аронсон
- Дмитрий Замятин
- Елена Ознобкина
- Алексей Пензин
- Елена Петровская
- Оксана Тимофеева
- Игорь Чубаров
- Кети Чухров